# 科当水门
科当水门是位于毛里求斯首都路易港的一个商业区及购物和娱乐中心。这块区域建有商场、银行、赌场、饭店以及一座游艇码头和一座五星级宾馆(Le Labourdonnais)。1996年开业以来，科当水门吸引了众多的毛里求斯当地人及游客。